# Raymond Cruz
Raymond Cruz (ur. 9 lipca 1961 w Los Angeles) – amerykański aktor charakterystyczny pochodzenia meksykańskiego, grający głównie rolę żołnierzy i gangsterów. Wystąpił w roli detektywa Julio Sancheza w serialu Podkomisarz Brenda Johnson (2005–2012) i Mroczne zagadki Los Angeles (2012–2018), a także jako lord narkotykowy Tuco Salamanca w serialu Breaking Bad (2008–2009) i spin-offie Zadzwoń do Saula (2015–2016).

## Filmografia

### Filmy
- 1990: Gremliny 2 (Gremlins 2: The New Batch) jako komunikator
- 1991: Umrzeć powtórnie (Dead Again) jako ekspedient
- 1991: Szukając sprawiedliwości (Out for Justice) jako Hector
- 1992: Kłopoty z facetami (Man Trouble) jako Balco
- 1992: Liberator (Under Siege) jako Ramirez
- 1994: Stan zagrożenia (Clear and Present Danger) jako Ding Chavez
- 1996: Belfer (The Substitute) jako Joey Six
- 1996: Twierdza (The Rock) jako sierżant Rojas
- 1996: Namiętności (Up Close and Personal) jako Fernando Buttanda
- 1996: Tajna broń (Broken Arrow) jako porucznik pułkownik USAF
- 1997: Strzały nad Saber River (Last Stand at Saber River, TV) jako Manuel
- 1997: Obcy: Przebudzenie (Alien: Resurrection) jako szeregowy Vincent DiStephano
- 1999: Od zmierzchu do świtu 2 (From Dusk Till Dawn 2: Texas Blood Money) jako Jesus
- 2001: Dzień próby (Training Day) jako snajper
- 2002: Na własną rękę (Collateral Damage) jako Junior
- 2005: Spustoszenie (Havoc) jako Chino

### Seriale TV
- 1988: Piękna i Bestia jako Hal
- 1988: Cagney i Lacey jako Alonzo
- 1988: Knots Landing jako Van Driver
- 1990: Matlock jako Alien Worker
- 1993: Napisała: Morderstwo jako José „Joseph” Galvan
- 1993: Strażnik Teksasu jako sierżant Perez
- 1995: Nowojorscy gliniarze jako Raoul
- 1997: Z Archiwum X jako Eladio Buente
- 1998: Star Trek: Stacja kosmiczna jako Vargas
- 1998: Kancelaria adwokacka jako Miguel Moreno
- 1999: Misja w czasie jako Rodriguez
- 2000: Ryzykowna gra jako sierżant Escalante
- 2000: Nowojorscy gliniarze jako Rico
- 2000: Babski oddział jako Roland
- 2000: Misja w czasie jako Teo Millar
- 2003: CSI: Kryminalne zagadki Miami jako Martin Medesto / Marcos Trejo
- 2003: 24 godziny jako Rouse
- 2003: CSI: Kryminalne zagadki Las Vegas jako Miguel Durado
- 2003: Babski oddział jako Ray Sanchez
- 2003–2006: Bez skazy jako Alejandro Perez
- 2005–2012: Podkomisarz Brenda Johnson (The Closer) jako Julio Sancheza
- 2007: Ten sam dzień jako Luis Torres
- 2007–2008: Na imię mi Earl jako Paco
- 2008: CSI: Kryminalne zagadki Las Vegas jako Donald Balboa
- 2008–2009: Breaking Bad jako Tuco Salamanca
- 2012: Białe kołnierzyki jako Enrico Morales
- 2012–2018: Mroczne zagadki Los Angeles jako Julio Sancheza
- 2015–2016: Zadzwoń do Saula jako Tuco Salamanca
- 2018: Mayans M.C. jako Che „Padre” Romero
- 2018: Dorwać małego jako Swayze